# 魔界之龙珠
《魔界之龙珠》是由潘文杰执导的一部武侠电视连续剧，由马景涛、宁静和胡静主演，2004年在涿州影视基地拍摄，於2005年4月25日在广州电视台综合频道《7点合家欢剧场》播出。2006年12月10日登陆内蒙古卫视，首次上星播出。

## 剧情概述
传闻，在西域祁连山的龙吟窟中藏有八颗龙珠，得之者可得天下。这传闻引来了仙界、魔界、江湖各路豪客的争夺，守护龙珠的察木族人遭灭族之灾，龙珠流落江湖……无论是仙是魔，是江湖豪杰还是流氓草寇，在得到龙珠之后都全部暴露出自己的真实本性，一场为争夺龙珠而展开的战争席卷江湖。察木族族长下山寻龙珠，经历了失去爱人的打击，他变成了一个亦正亦邪、半人半魔的江湖奇男子，对中原武林展开报复。

## 演员
| 演员   | 角色     | 介紹 |
| 马景涛 | 察木龙   | 察木族的族长，负责看守神龙和八颗龙珠，本过着平静的生活。但以忠信堂堂主上官云为首的八位江湖人士为了夺取龙珠，便杀死巨龙，血洗察木族，重伤察木龙，将其妻子凤凰强暴致死，其儿子察木雪下落不明，察木龙也被秋棠柏打伤又被贺三泰推下悬崖，察木龙自然也失去了记忆。从此以后就 “我是谁”这个名字开始了六年的奴隶生活，直到他遇见了女侠伏天娇，两人在患难中互生情愫。但后来伏天娇被沈鹤年害死，恢复记忆的察木龙决定为族人和伏天娇报仇。 伏天娇的妹妹伏天香受姐姐的遗命，劝阻察木龙继续寻找龙珠，然而她却在与察木龙的共患难中深深地爱上了他，但是后来伏天香中了孟百川的毒，无奈之下只得杀死黑白双侠来换取解药。却因此与陆逸结下深仇大恨。直到后来察木龙发现儿子察木雪尚在人世，同时陆逸也知道父母没有死。与察木龙化敌为友，结合大家的力量终于打败了罪魁祸首上官云六年后，他重出江湖，把当日夺龙珠的灭族凶手一个一个的了结，成为令人又敬又畏的江湖奇人。 |
| 宁静   | 伏天娇   | 伏天娇号称江湖第一美人，江湖第一女侠，天山派新任掌门，作为天山七侠之首，武功高强，做事沉稳冷静。伏天娇本来一心承继师父薛万山的天山派掌门之位，可是却遇上了令人难以忘怀的察木龙，竟决定抛弃一切跟随察木龙，不惜以整个江湖武林为敌，薛万山被张庸杀死后，她继承了天山派掌门之位。就在她查出师父的死因，想要公布天下的时候却惨遭二师叔沈鹤年毒手，死在爱人的怀中 |
| 胡静   | 伏天香   | 天山七侠中最年少的一个，本是个少不更事娇滴滴的小姑娘。师姐伏天娇去世后，伏天香看尽人情冷暖，和察木龙的相处之中，竟不自觉的爱上了这个本来会是她姐夫的奇男子，令一直钟情于她的陆逸黯然神伤。 |
| 钟汉良 | 陆逸     | 黑白双侠的独子，后认识了奇男子察木龙，更得到了一颗龙珠，命运从此改写。陆逸一直喜欢伏天香，但伏天香却喜欢察木龙；而忠信堂堂主之女上官飞燕却又对陆逸表示好感，令他疲于奔命。 |
| 黄文豪 | 上官云   | 忠信堂堂主，为人深沉，城府极深，是个野心勃勃的人。带领武林群豪到祈连山抢夺龙珠，屠杀察木族人，为号令天下，不惜四处杀戮。 |
| 张定涵 | 上官飞燕 | 忠信堂堂主上官云之女，忠情于陆逸。 |
| 王耀庆 | 秋若枫   | 秋水山庄的少主人，为人有谋术，攻心计，不择手段的投靠上官云，试图借上官云的力量来达成自己的野心。 |
| 杨雪   | 叶小蝶   | 秋水山庄的未来少奶奶，十二岁已给带到秋水山庄生活，一心以秋水山庄为家，秋若枫是她的未婚夫，但她却不爱秋若枫，反而爱上了那个来历不明的怪人察木龙，最终离开秋水山庄，酿成了无可挽救的悲剧。 |
| 丁宇佳 | 察木雪   | 察木族长察木龙之子，天赋异禀，能够与龙珠的神力融会贯通，运用自如。因玄武为当年争抢龙珠使察木族惨遭屠杀的事深感内疚，于是收养了察木雪。最后他在陆逸的帮助下终于和父亲察木龙重逢。天生能够控制龙珠的神力，借助龙珠救治伏天香，并在千钧一发之际，帮察木龙等打败魔头上官云。 |
| 王德顺 | 薛万山   | 天山派掌门，武林正道人士，武功高强。为徒弟张庸杀害。 |
| 林泉   | 碧玉生   | 江湖正派人士，武功高强，深藏不露，扶危济困，行侠仗义，联手察木龙铲除了大魔头上官云 |
| 公方敏 | 沈鹤年   | 天山派二师叔，在天山派辈分极高。武功也仅次于掌门薛万山，但他不满薛万山把掌门之位传给伏天娇，因此将伏天娇害死，之后编出一套谎言欺骗自己的同门。说伏天娇已经将掌门的位子给了他，但她却死在了察木龙的手上。成功窃取了天山派掌门的宝座，后来和上官云勾结，把天山派出卖给了忠信堂。幸好伏天香率领天山派的弟子赶走了沈鹤年，成功夺回了天山派。 |
| 王群   | 秋棠柏   | 武林第一大庄秋水山庄庄主，武功高强，察木族屠族元凶之一。修练龙珠后走火入魔，功力增强，神经错乱。 |
| 关胜田 | 贺三泰   | 六年前贺三泰和上官云去祁连山抢夺龙珠，并将察木龙推下悬崖。最后他被上官云杀死。妹妹贺艳容嫁给上官云为妻 |
| 王之民 | 孟百川   | 到祁连山抢夺龙珠的八个人之一，万毒门的门主，原本出自唐门。善于用毒，生性好色，梦想着长生不老。擅使慑心术，曾下毒控制伏天香使其伤害察木龙 |
| 姬玉   | 李登萍   | 天山派三师叔 |
| 赵丽娟 | 晨钟     | 暮鼓的师母，晨钟暮鼓是江湖一对奇侠，通过敲击钟和鼓制造魔音伤人。终力竭而亡 |
| 寇占文 | 暮鼓     | 暮鼓晨钟是以徒弟与师母组合的方式出现，晨钟敲钟，暮鼓擂鼓，混合成让人无法抵挡的魔音，让各路江湖豪侠无从抵抗。 |
| 张瑞竹 | 贺艳容   | 上官云的妻子，贺三泰的妹妹精通医术，曾经用龙珠救治过重伤的陆逸。可飞燕不小心说出了她那里藏有龙珠，上官云心中暗喜。上官云带艳容来到一个密室，艳容惊奇地发现竟然有两颗龙珠藏在这里，此时的上官云露出了真面目，而艳容也得知了当年上官云为求龙珠而杀死她哥哥贺三泰的事实。艳容为了拯救上官云想毁掉龙珠，不料却惨遭上官云毒手。 |
| 李克龙 | 秋棠杰   | 秋水山庄的三庄主，庄主秋棠柏之弟，被侄子秋若枫害死 |
| 陈兵   | 陆傲天   | 陆逸的父亲，黑白双侠中的黑侠，曾与上官云夫人贺艳容是旧情人 |
| 蔡晓龙 | 倪青风   | 天山派四师叔，因不满沈鹤年将天山派出卖给忠信堂而被日月双煞杀害 |
| 叶子   | 赵开     | 天山派的二师兄，在沈鹤年出卖天山派时被逐出师门。后来遇到了伏天香，并且在伏天香的带领下赶走了沈鹤年 |
| 卓凡   | 张庸     | 天山派三师兄，原本是个老实忠厚的人，可却受到龙珠的诱惑。而杀死师父薛万山夺走龙珠，为了逃避搜查就把龙珠放入陆逸的包袱。之后为了拿回龙珠暗中在陆逸酒里放了毒药，并坦白杀死薛万山的罪行，找到龙珠以后得意忘形的要杀陆逸灭口，一剑刺伤了陆逸。最后得到了应有的惩罚，被龙珠反噬而亡 |
| 王建新 | 玄武     | 点苍派掌门，抚养察木雪长大的人，因玄武为当年争抢龙珠使察木族惨遭屠杀的事深感内疚。玄武找到上官云后，上官云企图抢走他身上的龙珠。玄武抛出龙珠，并牵制住上官云。龙珠发出的力量被囚笼中的察木龙所吸收，察木龙挣脱铁链逃出了囚笼，而玄武却惨遭上官云毒手。 |
| 赵恬艺 | 卓冰     | 天山派的四师姐，在沈鹤年出卖天山派时，因为顶撞日月双煞而被他们害死。 |
| 王雪涛 | 周静     | 天山派的五师姐，在沈鹤年出卖天山派时被逐出师门。后来遇到了伏天香，并且在伏天香的带领下赶走了沈鹤年 |
| 涂黎曼 | 凤凰     | 察木龙妻子，在上官云带人血洗察木族时被丧失人性的秋棠柏奸杀 |
|        | 吕凤鸣   | 陆逸的母亲，黑白双侠中的白侠 |
| 廖蔚蔚 | 芷妮     | |